# Bernard 260
Le Bernard 260 est un prototype d’avion militaire de l'entre-deux-guerres réalisé en France en 1932 par la Société des Avions Bernard.